# Sandnemertin
Sandnemertin (Ototyphlonemertes correae) är en djurart som tillhör fylumet slemmaskar, och som beskrevs av Envall 1996. Enligt Catalogue of Life ingår Sandnemertin i släktet Ototyphlonemertes och familjen Ototyphlonemertidae, men enligt Dyntaxa är tillhörigheten istället släktet Ototyphlonemertes, och ordningen Hoplonemertea. Arten är reproducerande i Sverige. Inga underarter finns listade i Catalogue of Life.